# Стоян Радев Ге. К.
 Тази статия е за актьора.  За режисьора вижте Стоян Радев (режисьор).  
Стоян Радев е български актьор и театрален режисьор.Играе в сериала "Белези" по БНТ от 2019г.

## Биография
Стоян Радев е роден на 21 юли 1969 г. във Варна. В периода 1994 – 1998 г. следва в НАТФИЗ „Кръстьо Сарафов“ специалност „Актьорско майсторство за драматичен театър“ в класа на професор Богдан Сърчаджиев и професор Пламен Марков. През 1998 г. е първата му изява в Драматичен театър „Стоян Бъчваров“ във Варна. Играе на сцената на Театър 199 в постановката „Пухеният“ от Мартин Макдона, реж. Явор Гърдев. Като режисьор се подписва като Стоян Радев Ге.К. („Ге.К.“ е съкращение от Генерал Киселово – родното му село).
Освен многото си роли в театъра, участва и в телевизионни сериали като „Дървото на живота“, „Недадените“, „Седем часа разлика“, „Под прикритие“ и др. Изявява се и като режисьор с постановките „Домът на Бернарда Алба“, „Горчивите сълзи на Петра Фон Кант“, „Паметта на водата“, „Свекърва“, „Криворазбраната цивилизация“ и др. Ръководител е на варненската школа по актьорско майсторство Студио „Театър“ заедно с актрисата Веселина Михалкова.
Носител на наградата „Икар“ на Съюза на артистите в България „за главна мъжка роля“: за ролята на (Ричард III) в „Ричард III“ от Уилям Шекспир, режисьор Пламен Марков, Театрално-музикален продуцентски център – Варна.
През 2018 г. участва в клипа на песента „Искам да бъда с теб“, в изпълнение на Тита и Криско.

## Творчество

### Театрална режисура
- „Гоголиада“ по Н. В. Гогол – с участието на Студио „Театър“
- „Тартюф“ от Молиер – с участието на Студио „Театър“
- „Коледни вълшебства“, драматизация Стоян Радев и Даниела Викторова;
- „Когато куклите не спят“ от Леда Милева;
- „Горчивите сълзи на Петра фон Кант“ от Райнер Вернер Фасбиндер
- „Домът на Бернарда Алба“ от Федерико Гарсиа Лорка
- „Криворазбраната цивилизация“ – ученици от Студио „Театър“
- „Сън в лятна нощ“ по Уилям Шекспир – с участието на Студио „Театър“
- „Бремен“ – мюзикъл по Александър Владигеров
- „Аз, театърът“ – юбилеен спектакъл по повод 90-ия творчески сезон на Драматичен театър „Стоян Бъчваров“
- „Паметта на водата“ от Шийла Стивънсън
- „Симфония 36“ по Даниил Хармс – с участието на Студио „Театър“
- „Бурята“ по У. Шекспир – възпитаници на Студио „Театър“
- „Свекърва“ от Антон Страшимиров
- „Голямото коледно приключение на…“ от Магда Борисова
- „БГ Парчета“ по БГ Класици с участието на Студио „Театър“
- „Голямото коледно приключение 2“ от Магда Борисова
- „Криворазбраната цивилизация“ от Добри Войников
- „Ромео и Жулиета“ по Уилям Шекспир с участието на Студио „Театър“
- „Сън“ от Магда Борисова
- „Магьосническо езеро“ по „Чайка“ на Антон П. Чехов
- „Парчета любов“ по велики текстове за любовта с участието на Студио „Театър“
- „Двубой“ от Иван Вазов
- „Женитба“ по Н. В. Гогол с участието на Студио „Театър“
- „Поразените“ по романа на Теодора Димова
- „Малкият принц“ по Антоан дьо Сент Екзюпери с участието на Студио „Театър“

### Театрални роли
На сцената на Драматичния театър „Стоян Бъчваров“ във Варна е изиграл ролите:
- Петелът Димитър в „Приключения опасни със герои сладкогласни“ от Недялко Йорданов, реж. Костадин Бандутов
- Силян в „Черна дупка“ от Горан Стефановски, реж. Стоян Камбарев
- Павел в „Майката Васа Железнова“ от Максим Горки, реж. Стоян Камбарев
- Иля в „Прашка“ от Николай Коляда, реж. Георги Михалков
- Шутът в „Дванадесета нощ“ от Уилям Шекспир, реж. Галин Стоев
- Анатол в „Анатол“ от Артур Шницлер, реж. Пламен Марков
- Стилян в „Зидарите и попът“ от Петко Ю. Тодоров, по Минчо Кънчев и Софроний Врачански, реж. Пламен Марков
- Младият господин в „Рондо“ от Артур Шницлер, реж. Пламен Марков
- Крал Джон в „Бастард“ по текстове на Фридрих Дюренмат и Уилям Шекспир, реж. Явор Гърдев
- Росиньол в „Марат/Сад“ по Петер Вайс, реж. Явор Гърдев
- Хамлет в „Хамлет“ от У. Шекспир, реж. Вили Цанков
- Исай в „Януари“ от Йордан Радичков, реж. Андраш Урбан
- Ариел в „Пухеният“ от Мартин МакДона, реж. Явор Гърдев, Драматичен театър „Стоян Бъчваров“ и Театър 199
- Граф Анджело в „Мяра за мяра“ от Уилям Шекспир, реж. Кр. Спасов
- Тригорин в „Чайка“ от Антон Чехов, реж. Маргарита Младенова
- Рали в „Боряна“ от Йордан Йовков, реж. Десислава Боева
- Участва и в „Часът, в който не знаехме нищо един за друг“, авторски спектакъл на Боян Иванов.
- Дулче в „Крум“ от Ханох Левин, реж. Явор Гърдев
- Участва в „Q4“ авторски спектакъл на Боян Иванов, международна копродукция на ДТ „Стоян Бъчваров“ и театрална компания „goltz+zilbert“
- Участва в „Силикон“ авторски спектакъл на Боян Иванов;
- брат Лоренцо в „Ромео и Жулиета“ от Уилям Шекспир, реж. Десислава Боева
- Хеликон в „Калигула“ от Албер Камю, реж. Явор Гърдев
- Макдъф, Вещица 1 в „Макбет“ от Хайнер Мюлер по Шекспир, реж. Крис Шарков
- Иржи в „История на обикновената лудост“ от Петер Зеленка, реж. Гергана Димитрова
- Мефистофел във „Фауст“ от Йохан Волфганг фон Гьоте, реж. Лилия Абаджиева (2010)
- Ибън в „Страсти под брястовете“ от Юджийн О`Нийл, реж. Димитър Стоянов (2011)
- Василие в „Урбулешка трагедия“ от Душан Ковачевич, реж. Димитър Стоянов (2011)
- Ричард III в „Ричард III“ от Уилям Шекспир, реж. Пламен Марков (2011)
- Отец Диего в „Дон Жуан или Любовта към геометрията“ по М. Фриш, Ж.-Б. Молиер, С. Дали, Л. Пирандело и Ж. Юлгар, реж. Георги Михалков (2012)
- Войницки, Вуйчо Ваньо във „Вуйчо Ваньо“ от А. П. Чехов, реж. Пламен Марков (2012);
- Висенс в „Канкун“ от Жорди Галсеран, реж. Стилиян Петров (2013)
- Градоначалникът в „Ревизор“ от Н. В. Гогол, реж. Пламен Марков (2013)
- Маскарил във „Всичко наопаки или Наопаки всичко“ по Молиер, реж. Пламен Марков (2014);
- Робърт в „Измяна“ от Харолд Пинтър, реж. Пламен Марков (2014)
- Виконт дьо Валмон в „Опасни връзки“ по романа на Шодерло дьо Лакло, реж. Стилиян Петров (2015)
- Аким Акимич ЮСОВ в „Доходно място“ от Александър Островски, реж. Крис Шарков (2015)
- Певецът Аркадий Чхеидзе, селският писар Аздак в „Кавказкият тебеширен кръг“ от Бертолт Брехт, реж. Маргарита Младенова (2015)
- Нягул в „Албена“, по Й. Йовков, реж. Георги Михалков, МДТ „Константин Кисимов“, Велико Търново (2016)
- Кралицата в „Цимбелин“, по У. Шекспир, реж. Лилия Абаджиева, ДТ „Иван Радоев“, Плевен (2016)
- Хенслоу във „Влюбеният Шекспир“, реж. Пламен Марков, ДТ „Стоян Бъчваров“, Варна (2017)
- Михаил Ракитин в „Месец на село“, по Иван С. Тургенев, реж. Стилиян Петров, ДТ „Стоян Бъчваров“, Варна (2017)
- Жеронт в „Комичната илюзия“ от Пиер Корней, реж. Васил Дуев, ДТ „Стоян Бъчваров“, Варна (2017)
- Хенри IV в „Хенри IV“ от Луиджи Пирандело, реж. Лилия Абаджиева, ДТ „Стоян Бъчваров“, Варна (2017)
- Гарванът Пенчо в „Приключения опасни със герои сладкогласни“ от Недялко Йорданов, реж. Костадин Бандутов, ДТ „Стоян Бъчваров“, Варна (2018)
- Архиварят в „Драконът“ от Евгений Шварц, реж. Явор Гърдев, ДТ „Стоян Бъчваров“, Варна (2018)
- „Монтажът на моя филм“ от Матьо Куик, реж. Десислава Шпатова, ДТ „Стоян Бъчваров“ (2019)
- „Маратонците правят почетна обиколка“ от Душан Ковачевич, реж. Дамян Тенев, ДТ „Стоян Бъчваров“ (2019)
- „Отело“ от У. Шекспир, реж. Пламен Марков, ДТ „Стоян Бъчваров“ (2019)
- „Любовникът от Занзибар“ от Ели Саги, реж. Атанас Атанасов, ДТ „Стоян Бъчваров“ (2020)
- „Въведение в тяхната картина“ от Маргарит Минков, реж. Стайко Мурджев, ДТ „Васил Друмев“ Шумен, (2020)

### Филмови роли
- Белези (2021) – Веселин Добрев
- Съни бийч (2020 – 2022) – Художника
- Дяволското гърло (2019) – Красимир Каров, следовател от Смолян
- Господин X и морето (2019) – Лилавия
- Лили Рибката (2017) – Бащата на Лили
- Никой (2016) – Ники
- Събирач на трупове (2015) – Христо
- Недадените (2013) – Леон
- Дървото на живота (2013) (24 серии) – Личката
- Седем часа разлика (2012) – Чавдар
- Под прикритие (2011) – Наркодилър (сезон 1 епизод 5)
- Дзифт (2008) – Пирона
- Военен кореспондент – Христо Ясенов
- Моето мъничко нищо (2007)
- Ваканцията на Лили (2007), 6 серии – млаоженец